# 잭 와그너
잭 와그너(Jack Wagner, 1959년 10월 3일 ~ )는 미국의 배우이자 가수이다.

## 출연 작품
- 웬 콜스 더 하트 시즌2 (2015)
- 트랩트 (2002)
- 터뷸런스 4 (2000)
- 더티 시크릿 (1998)
- 어느 바람둥이의 종말 (1996)
- 데드 트랩 (1994)
- 더블 트랩 (1990)
- 수영복 (1989)
- 무빙 타켓 (1988)
- 비앤비 (1987)
- 낫츠 랜딩 (1979)
- 아윌 비 유어스 (1947)
- 베스트 풋 포워드 (1943)